# Morgandale
Morgandale – jednostka osadnicza w Stanach Zjednoczonych, w stanie Ohio, w hrabstwie Trumbull.